# Pernedt
Pernedt ist eine Ortschaft in der Marktgemeinde Königswiesen im Bezirk Freistadt, Oberösterreich.
Die Ortschaft befindet sich südöstlich von Freistadt und am westlichen Rand des Weinsberger Waldes. Sie liegt in der Katastralgemeinde Paroxedt und besteht aus einem kompakten Ortsgebilde sowie einigen Streulagen. Am 1. Jänner 2024 zählte die Ortschaft 122 Einwohner.